# Пик Озоди
Пик Озоди (тадж. Қуллаи Озодӣ, «пик Свободы», до 2020 года — Пик Коржене́вской) — гора высотой 7105 м в северной части хребта Академии Наук, в 13 км к северу от пика Исмоила Сомони (бывшего пика Коммунизма). Является одним из пяти семитысячников бывшего СССР.
Пик был открыт 23 августа 1910 года русским географом Николаем Корженевским, который назвал его в честь своей жены Евгении Корженевской.
Первая попытка восхождения на вершину была осуществлена в 1937 году в ходе Памирской экспедиции Всесоюзного комитета по делам физической культуры и спорта (рук. Николай Крыленко). Группе под началом Даниила Гущина (участники — Н. А. Голофаст, И. В. Корзун, Г. М. Прокудаев) 23 августа удалось подняться на предвершину в северном гребне (по разным оценкам, 6910—6990 м).
Первое восхождение было совершено 22 августа 1953 года группой, возглавляемой Алексеем Угаровым, по северному хребту от ледника Корженевской. Первая женщина, достигшая вершины, — Тамара Постникова; восхождение было совершено в 1966 году в команде казахского «Буревестника» в составе экспедиции ТуркВО.

## Переименования
Постановлением Правительства Таджикистана от 27 мая 2020 года № 282 пик Корженевской переименован в пик Озоди (с тадж. — «пик Свободы»), с одновременным переименованием бывшего пика Озоди (6230 м) в пик Сангталак (тадж. қуллаи Сангталак; упоминается также как қуллаи Сангғалтак).